# ليا برونسارد
ليا برونسارد (مواليد 14 مارس 1963 ) عالمة رياضيات كندية والرئيسة السابقة لجمعية الرياضيات الكندية. وهي أستاذة الرياضيات في جامعة ماكماستر.

## إسهاماتها
في بحثها، استخدمت التدفقات الهندسية لنمذجة ديناميكيات الواجهة لأنظمة التفاعل والانتشار. وتشمل الموضوعات الأخرى في بحثها تكوين الأنماط والحد الحبيبي والدوامات في الموائع الفائقة.

## سيرتها
ليا برونسارد هي في الأصل من كيبيك. أكملت دراساتها الجامعية في جامعة مونتريال ، وتخرجت في عام 1983 ، وحصلت على درجة الدكتوراه في عام 1988 من جامعة نيويورك تحت إشراف روبرت في كون.
بعد عدة مناصب قصيرة الأمد في جامعة براون ، ومعهد الدراسات المتقدمة ، وجامعة كارنيغي ميلون ، انتقلت إلى ماكماستر في عام 1992. وكانت رئيسة الجمعية الكندية للرياضيات لعام 2014 - 2016.

## تكريمها
فازت عام 2010 بجائزة كريجر-نيلسون. في عام 2018 ، أدرجتها الجمعية الكندية للرياضيات في فئة الزملاء المؤسسين.

## وصلات خارجية
- أبحاثها المنشورة.